# Antikythera-mekanismen
Antikythera-mekanismen er en analog computer fra Oldtidens Grækenland, der er blevet beskrevet som det første eksempel på en sådan anordning, som er blevet brugt til at forudse astronomiske positioner, formørkelser til brug i kalender og astrologiske formål flere årtier ud i fremtiden. Den kunne også bruges til at følge den fire-årige cyklus for atletiske sportsgrene meget lig en olympiade, cyklussen for Antikkens olympiske lege.
Artefaktet blev hentet op fra havet i 1901 og arkæologen Valerios Stais identificerede at den indeholdt tandhjul den 17. maj 1902, blandt de vraggenstande, som blev hentet fra Antikythera-vraget ud for kysten ved den græske ø Antikythera. Man antager at instrumentet er blevet designet og fremstillet af græske videnskabsfolk, og det er blevet dateret til enten 87 f.v.t. eller mellem 150 og 100 f.v.t. eller til 250 f.v.t. eller inden for en generation før skibsvraget, som er blevet dateret til omkring 50-60 f.v.t.
Anordningen, der sad i en trækasse på 34 cm × 18 cm × 9 cm, blev fundet i ét stykke og senere separeret i tre større fragmenter, der nu er opdelt i 82 separate fragmenter efter de er blevet konserveret. Fire af disse fragtmenter indeholdt tandhjul, mens der er fundet inskriptioner på mange andre. Det største gear er omkring 14 cm i diameter og havde oprindeligt 223 tænder.
Det er en kompleks urværk-mekanisme, som består af mindste 30 bronzetandhjul. Et hold forskere ledet af Mike Edmunds og Tony Freeth fra Cardiff University brugte moderne computerrøntgen-tomografi og overfladescanning i høj opløsning for at få billeder af fragmenterne inde i den knuste mekanisme, og for at kunne læse de udviskede inskriptioner, der oprindeligt har dækket kassen, som mekanismen har været monteret i.
Kortlægning af mekanismen indikerer, at den har haft 37 tandhjul, hvilket har gjort det muligt at følge Solen og Månens bevægelse igennem dyrekredsen, og at man har kunne forudse både sol- og måneformørkelser, og sågar har kunne modellere Månens irregulære bane, hvor månens hastighed er højere i dens apsis. Disse bevægelser blev studeret i det andet århundrede f.v.t. af astronomen Hipparchus fra Rhodos, og det er blevet foreslået, at han er blevet konsulteret under konstruktionen af maskinen.
Viden om denne teknologi blev tabt på et tidspunkt i senantikken. Lignende teknologiske værker optræder i middelalderen i Det Byzantinske Rige og den Muslimske verden, men værker af samme kompleksitet optræder ikke før udviklingen af mekaniske astronomiske ure i Europa i 1300-tallet. Alle de kendte fragmenter fra Antikythera-mekanismen bliver i dag opbevaret på det arkæologiske museum i Athen sammen med flere rekonstruktioner af mekanismen, der demonstrerer hvordan den kan have fungeret.

## Rekonstruktioner
Mekanismen er rekonstrueret talrige gange og viser, at den virkede. I 2010 i lego.
Rekonstruktionerne underbygger antikkens tekster. Cicero skrev i det 1. århundrede f.Kr., at "vores ven Poseidonios for nylig har konstrueret et instrument, som ved hver omdrejning, kan vise solens, månens og de fem planeters bevægelse". Sådanne apparater nævnes også andre steder og støtter formodningen om, at der i antikken var en græsk tradition for kompleks mekanisk teknologi, som senere blev overleveret via den arabiske verden.

## Igangværende forskning
Antikythera-mekanismen bliver studeret under The Antikythera Mechanism Research Project, som er et fælles forskningsprogram mellem Cardiff University, the National and Kapodistrian University of Athens, the Aristotle University of Thessaloniki, the National Archaeological Museum of Athens, X-Tek Systems UK og Hewlett-Packard USA, finansieret af Leverhulme Trust og the Cultural Foundation of the National Bank of Greece.
Apparatets undersøgelse forudsatte, at den ikke blev flyttet fra museet, så Hewlett-Packard byggede en 8 tons tung 3D røntgen-scanner omkring mekanismen, kaldet "PTM Dome". Billederne bliver processeret ved at anvende 400kV microfocus computerised tomography.
I juni 2006 blev det annonceret, at man havde fundet 2.000 tegn. Det meste af den græske tekst (95%) har kunnet aflæses. Den leverer et stærkt vidnesbyrd om, at Antikythera-mekanismen må være en astronomicomputer.
Dens kompleksitet er ude af trit med tidligere antagelser om de gamle grækeres tekniske formåen. En teori, som i øjeblikket undersøges er, at Antikythera-mekanismen blev lavet i akademiet grundlagt af den stoiske filosof Poseidonios på den græske ø Rhodos.